# Calcio Padova 1992-1993
Questa pagina raccoglie i dati riguardanti il Calcio Padova nelle competizioni ufficiali della stagione 1992-1993.

## Stagione
Il Padova del confermato tecnico Mauro Sandreani nel campionato di Serie B 1992-1993 si è classificato al quinto posto, sfiorando la promozione per un solo punto. Grande rammarico dei biancoscudati, dopo una esaltante rincorsa, quando si è visto sfumare anche la possibilità di uno spareggio proprio sotto lo striscione di arrivo del torneo. Al termine del girone di andata il Padova aveva 20 punti, nel ritorno ha fatto meglio di tutti raccogliendo 27 punti in 19 partite, ma non sono bastati. In Coppa Italia la squadra veneta è stata eliminata dalla Fidelis Andria nel primo turno in gara unica.

## Rosa
| N. |                   | Ruolo | Calciatore           |
| -- | ----------------- | ----- | -------------------- |
|    | Italia (bandiera) | P     | Adriano Bonaiuti     |
|    | Italia (bandiera) | P     | Ennio Dal Bianco     |
|    | Italia (bandiera) | D     | Andrea Cuicchi       |
|    | Italia (bandiera) | D     | Franco Gabrieli      |
|    | Italia (bandiera) | D     | Gianluca Lagati      |
|    | Italia (bandiera) | D     | Giacomo Murelli      |
|    | Italia (bandiera) | D     | Claudio Ottoni       |
|    | Italia (bandiera) | D     | Riccardo Pasqualetto |
|    | Italia (bandiera) | D     | Massimiliano Rosa    |
|    | Italia (bandiera) | D     | Agostino Siviero     |
|    | Italia (bandiera) | D     | Gianluca Zattarin    |
|    | Italia (bandiera) | C     | Gabriele Cardini     |
|    | Italia (bandiera) | C     | Ivone De Franceschi  |
|    | Italia (bandiera) | C     | Angelo Di Livio      |

| N. |                   | Ruolo | Calciatore           |
| -- | ----------------- | ----- | -------------------- |
|    | Italia (bandiera) | C     | Gaetano Fontana      |
|    | Italia (bandiera) | C     | Marco Franceschetti  |
|    | Italia (bandiera) | C     | Damiano Longhi       |
|    | Italia (bandiera) | C     | Giacomo Modica       |
|    | Italia (bandiera) | C     | Carmine Nunziata     |
|    | Italia (bandiera) | C     | Emanuele Pellizzaro  |
|    | Italia (bandiera) | C     | Ferdinando Ruffini   |
|    | Italia (bandiera) | C     | Davide Tentoni       |
|    | Italia (bandiera) | A     | Alessandro Del Piero |
|    | Italia (bandiera) | A     | Giuseppe Galderisi   |
|    | Italia (bandiera) | A     | Filippo Maniero      |
|    | Italia (bandiera) | A     | Angelo Montrone      |
|    | Italia (bandiera) | A     | Roberto Simonetta    |

## Calciomercato

### Sessione autunnale (novembre 1992)
| Acquisti | Acquisti            | Acquisti | Acquisti   |
| R.       | Nome                | da       | Modalità   |
| -------- | ------------------- | -------- | ---------- |
| C        | Emanuele Pellizzaro | Taranto  | definitivo |
| A        | Roberto Simonetta   | Lucchese | definitivo |

| Cessioni | Cessioni        | Cessioni | Cessioni |
| R.       | Nome            | a        | Modalità |
| -------- | --------------- | -------- | -------- |
| D        | Giacomo Murelli | Taranto  | prestito |

## Risultati

### Campionato

#### Girone di andata
| Padova 6 settembre 1992 1ª giornata | Padova          | 0 – 0 | Cosenza | Stadio Silvio Appiani\| Arbitro: \| Braschi (Prato) \| |
| Arbitro:                            | Braschi (Prato) |       |         |                                                        |

| Arbitro: | Dinelli (Lucca) |

|                              |           |  |
| Maspero 21’ Tentoni 24’, 32’ | Marcatori |  |

| Arbitro: | Franceschini (Bari) |

|                                                          |           |                                    |
| Gabrieli 1’ Montrone 16’, 26’ Di Livio 56’ Galderisi 83’ | Marcatori | 45’ (rig.) Provitali 90’ M. Caruso |

| Monza 27 settembre 1992 4ª giornata | Monza              | 0 – 0 | Padova | Stadio Brianteo\| Arbitro: \| Felicani (Bologna) \| |
| Arbitro:                            | Felicani (Bologna) |       |        |                                                     |

| Arbitro: | Collina (Viareggio) |

|                                 |           |                     |
| Montrone 12’ Galderisi 55’, 69’ | Marcatori | 62’ Prytz 87’ Fanna |

| Arbitro: | Fucci (Salerno) |

|                     |           |  |
| Nunziata 80’ (aut.) | Marcatori |  |

| Arbitro: | Rosica (Roma) |

|                    |           |                                            |
| Galderisi 31’, 45’ | Marcatori | 21’, 70’, 82’ Troscè 63’ (rig.) Incocciati |

| Piacenza 25 ottobre 1992 8ª giornata | Piacenza           | 0 – 0 | Padova | Stadio Galleana\| Arbitro: \| Bolognino (Milano) \| |
| Arbitro:                             | Bolognino (Milano) |       |        |                                                     |

| Andria 1º novembre 1992 9ª giornata | Fidelis Andria              | 0 – 0 | Padova | Stadio Comunale\| Arbitro: \| Cinciripini (Ascoli Piceno) \| |
| Arbitro:                            | Cinciripini (Ascoli Piceno) |       |        |                                                              |

| Arbitro: | Pellegrino (Barcellona Pozzo di Gotto) |

|            |           |  |
| Modica 27’ | Marcatori |  |

| Arbitro: | Cardona (Milano) |

|                            |           |  |
| Lantignotti 55’ Hubner 90’ | Marcatori |  |

| Arbitro: | Dinelli (Lucca) |

|                                                                   |           |  |
| Modica 42’ Simonetta 52’ Galderisi 80’ Del Piero 86’ Di Livio 89’ | Marcatori |  |

| Arbitro: | Amendolia (Messina) |

|                |           |              |
| Campilongo 77’ | Marcatori | 8’ Simonetta |

| Arbitro: | Bolognino (Milano) |

|                    |           |            |
| Simonetta 11’, 55’ | Marcatori | 87’ Cucchi |

| Arbitro: | Racalbuto (Gallarate) |

|  |           |              |
|  | Marcatori | 83’ Gabrieli |

| Padova 20 dicembre 1992 16ª giornata | Padova             | 0 – 0 | Reggiana | Stadio Silvio Appiani\| Arbitro: \| Rodomonti (Teramo) \| |
| Arbitro:                             | Rodomonti (Teramo) |       |          |                                                           |

| Arbitro: | Quartuccio (Torre Annunziata) |

|           |           |  |
| Pullo 13’ | Marcatori |  |

| Arbitro: | Racalbuto (Gallarate) |

|                             |           |                 |
| Simonetta 30’ Galderisi 49’ | Marcatori | 59’ (rig.) Paci |

| Arbitro: | Franceschini (Bari) |

|                                              |           |                      |
| Pierleoni 7’ (rig.) Troglio 52’ Bierhoff 84’ | Marcatori | 19’ (rig.) Galderisi |

#### Girone di ritorno
| Arbitro: | Borriello (Mantova) |

|  |           |              |
|  | Marcatori | 31’ Di Livio |

| Arbitro: | Trentalange (Torino) |

|              |           |             |
| Di Livio 37’ | Marcatori | 50’ Dezotti |

| Arbitro: | Rodomonti (Teramo) |

|                        |           |  |
| Paolino 19’ Gonano 86’ | Marcatori |  |

| Arbitro: | Brignoccoli (Ancona) |

|                              |           |              |
| Pellizzaro 19’ Simonetta 57’ | Marcatori | 89’ Robbiati |

| Verona 28 febbraio 1993 24ª giornata | Verona          | 0 – 0 | Padova | Stadio Marcantonio Bentegodi\| Arbitro: \| Chiesa (Milano) \| |
| Arbitro:                             | Chiesa (Milano) |       |        |                                                               |

| Arbitro: | Mughetti (Cesena) |

|                                   |           |            |
| Montrone 85’ Galderisi 87’ (rig.) | Marcatori | 9’ Rizzolo |

| Arbitro: | Braschi (Prato) |

|  |           |            |
|  | Marcatori | 34’ Longhi |

| Padova 21 marzo 1993 27ª giornata | Padova           | 0 – 0 | Piacenza | Stadio Silvio Appiani\| Arbitro: \| Bazzoli (Merano) \| |
| Arbitro:                          | Bazzoli (Merano) |       |          |                                                         |

| Arbitro: | Chiesa (Milano) |

|                        |           |  |
| Cappellacci 66’ (aut.) | Marcatori |  |

| Arbitro: | Bolognino (Milano) |

|                 |           |  |
| Cristallini 49’ | Marcatori |  |

| Arbitro: | Luci (Firenze) |

|               |           |           |
| Galderisi 16’ | Marcatori | 3’ Hubner |

| Arbitro: | Dinelli (Lucca) |

|  |           |            |
|  | Marcatori | 45’ Ottoni |

| Arbitro: | Cinciripini (Ascoli Piceno) |

|              |           |  |
| Di Livio 63’ | Marcatori |  |

| Arbitro: | Boggi (Salerno) |

|                       |           |                      |
| Joao Paulo 53’ (rig.) | Marcatori | 58’ (rig.) Galderisi |

| Arbitro: | Baldas (Trieste) |

|                                             |           |                         |
| Longhi 19’ Pellizzaro 80’ Franceschetti 82’ | Marcatori | 5’ Olivares 24’ Brescia |

| Arbitro: | Nicchi (Arezzo) |

|                |           |            |
| D. Morello 29’ | Marcatori | 55’ Longhi |

| Arbitro: | Arena (Ercolano) |

|                                   |           |  |
| Gabrieli 22’ Galderisi 84’ (rig.) | Marcatori |  |

| Arbitro: | Cesari (Genova) |

|                 |           |               |
| Paci 89’ (rig.) | Marcatori | 32’ Simonetta |

| Arbitro: | Pairetto (Nichelino) |

|                                         |           |                  |
| Simonetta 33’ Gabrieli 78’ Montrone 89’ | Marcatori | 1’, 31’ Bierhoff |

## Coppa Italia
| Arbitro: | Arena (Ercolano) |

|                                   |           |  |
| Mazzoli 38’ Ripa 57’ Petrachi 90’ | Marcatori |  |

## Statistiche

### Statistiche di squadra
| Competizione | Punti | In casa | In casa | In casa | In casa | In casa | In casa | In trasferta | In trasferta | In trasferta | In trasferta | In trasferta | In trasferta | Totale | Totale | Totale | Totale | Totale | Totale | DR  |
| Competizione | Punti | G       | V       | N       | P       | Gf      | Gs      | G            | V            | N            | P            | Gf           | Gs           | G      | V      | N      | P      | Gf     | Gs     | DR  |
| ------------ | ----- | ------- | ------- | ------- | ------- | ------- | ------- | ------------ | ------------ | ------------ | ------------ | ------------ | ------------ | ------ | ------ | ------ | ------ | ------ | ------ | --- |
| Serie B      | 47    | 19      | 13      | 5       | 1       | 36      | 18      | 19           | 4            | 8            | 7            | 9            | 17           | 38     | 17     | 13     | 8      | 45     | 35     | +10 |
| Coppa Italia |       | -       | -       | -       | -       | -       | -       | 1            | 0            | 0            | 1            | 0            | 3            | 1      | 0      | 0      | 1      | 0      | 3      | -3  |
| Totale       |       | 19      | 13      | 5       | 1       | 36      | 18      | 20           | 4            | 8            | 8            | 9            | 20           | 39     | 17     | 13     | 9      | 45     | 38     | +7  |

### Statistiche dei giocatori
| Giocatore        | Serie B  | Serie B | Coppa Italia | Coppa Italia | Totale   | Totale |
| Giocatore        | Presenze | Reti    | Presenze     | Reti         | Presenze | Reti   |
| ---------------- | -------- | ------- | ------------ | ------------ | -------- | ------ |
| A. Bonaiuti      | 33       | -33     | ?            | ?            | 33+      | -33+   |
| E. Dal Bianco    | 5        | -2      | ?            | ?            | 5+       | -2+    |
| A. Cuicchi       | 27       | 0       | ?            | ?            | 27+      | 0+     |
| F. Gabrieli      | 37       | 4       | ?            | ?            | 37+      | 4+     |
| G. Lagati        | 0        | 0       | ?            | ?            | 0+       | 0+     |
| G. Murelli       | 9        | 0       | ?            | ?            | 9+       | 0+     |
| C. Ottoni        | 30       | 1       | ?            | ?            | 30+      | 1+     |
| R. Pasqualetto   | 3        | 0       | ?            | ?            | 3+       | 0+     |
| M. Rosa          | 29       | 0       | ?            | ?            | 29+      | 0+     |
| A. Siviero       | 8        | 0       | ?            | ?            | 8+       | 0+     |
| G. Zattarin      | 2        | 0       | ?            | ?            | 2+       | 0+     |
| G. Cardini       | 0        | 0       | ?            | ?            | 0+       | 0+     |
| I. De Franceschi | 0        | 0       | ?            | ?            | 0+       | 0+     |
| A. Di Livio      | 37       | 5       | ?            | ?            | 37+      | 5+     |
| G. Fontana       | 13       | 0       | ?            | ?            | 13+      | 0+     |
| M. Franceschetti | 34       | 1       | ?            | ?            | 34+      | 1+     |
| D. Longhi        | 37       | 3       | ?            | ?            | 37+      | 3+     |
| G. Modica        | 34       | 2       | ?            | ?            | 34+      | 2+     |
| C. Nunziata      | 33       | 0       | ?            | ?            | 33+      | 0+     |
| E. Pellizzaro    | 8        | 2       | ?            | ?            | 8+       | 2+     |
| F. Ruffini       | 13       | 0       | ?            | ?            | 13+      | 0+     |
| D. Tentoni       | 6        | 0       | ?            | ?            | 6+       | 0+     |
| A. Del Piero     | 10       | 1       | ?            | ?            | 10+      | 1+     |
| G. Galderisi     | 37       | 12      | ?            | ?            | 37+      | 12+    |
| F. Maniero       | 4        | 0       | ?            | ?            | 4+       | 0+     |
| A. Montrone      | 22       | 5       | ?            | ?            | 22+      | 5+     |
| R. Simonetta     | 19       | 8       | ?            | ?            | 19+      | 8+     |